# Вулиця Чиковані (Черкаси)
Ву́лиця Чикова́ні — вулиця в Черкасах.

## Розташування
Починається від вулиці Максима Залізняка і простягається на південний схід до вулиці Симиренківської.

## Опис
Вулиця неширока, до вулиці Нечуя-Левицького асфальтована.

## Походження назви
Вулиця утворена 1957 року як Промислова, в 1967 році перейменована на честь радянського офіцера Вахтанга Чиковані.

## Будівлі
По парному боці від початку та по непарному від вулиці Космонавтів до вулиці В'ячеслава Галви, та по обидві сторони між вулицями Нечуя-Левицького і Різдвяної забудована приватним сектором. Далі Різдвяної вулиця проходить через дачний масив. Між вулицями Гуржіївською та В'ячеслава Чорновола праворуч до вулиці виходить парк Хіміків.